# Rivolta dei moriscos

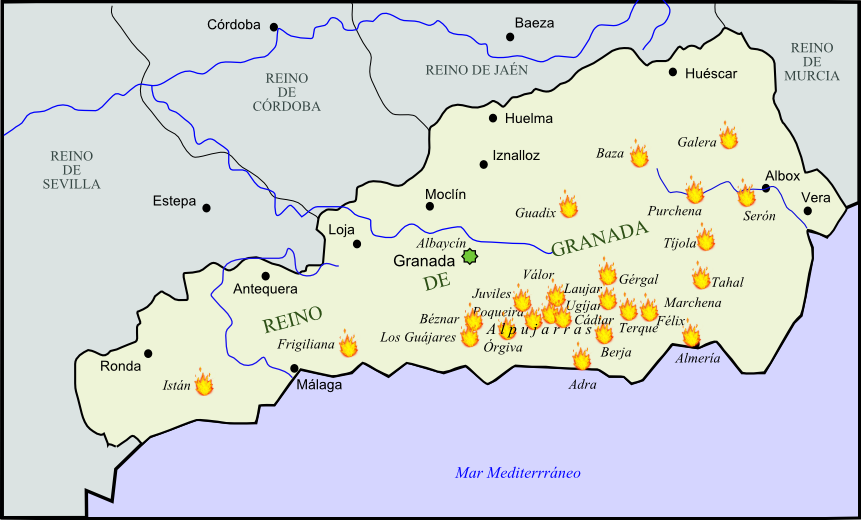
I principali focolai di ribellione musulmana nel regno di Granada

La rivolta dei moriscos, nota anche come guerra di Las Alpujarras o seconda rivolta di Las Alpujarras, fu una ribellione avvenuta nel Regno di Spagna avviata dai moriscos (musulmani discendenti dei mori di al-Andalus), rimasti nella zona dell'odierna Andalusia e convertitisi al cristianesimo. Essa ebbe luogo fra il 1568 ed il 1571.

## Contesto storico

### La sconfitta araba in Spagna
All'alba della Reconquista parte della popolazione musulmana continuò a vivere in Spagna. Essi erano noti come mudéjares e fino al XVI secolo fu loro garantita libertà di culto, sia pur con qualche restrizione. Il Sultanato di Granada, l'ultimo stato musulmano in Spagna, fu sconfitto nel 1492 e la popolazione musulmana venne tollerata nei termini del Trattato di Granada del 25 novembre 1491.
Nel 1499 la regina Isabella di Castiglia decretò che tutti i musulmani dovessero o accettare di convertirsi al cristianesimo o lasciare la Spagna. Vi furono con l'occasione molti roghi di testi arabi nella via Byazien a Granada. Ciò condusse ad una rivolta a Granada fra il 1499 ed il 1501, il che comportò automaticamente una violazione da parte loro dei termini del Trattato di Granada, ed essi furono infine costretti a scegliere fra l'esilio o la conversione al cristianesimo. Nel 1502 la regina Isabella abolì ogni tolleranza ufficiale dell'Islam in tutto il regno di Castiglia, benché il regno di Aragona continuasse a tollerare la sua numerosa popolazione musulmana. Ma dopo la Rivolta delle fratellanze (Germanías in spagnolo) del 1526 a Valencia, il re Carlo V abrogò ogni forma ufficiale di tolleranza anche nel regno di Aragona.
Gli spagnoli di fede musulmana cessarono ufficialmente di esistere e coloro che discendevano da musulmani che si erano convertiti al cattolicesimo vennero chiamati moriscos. Molti di essi continuavano a parlare la lingua araba e quella berbera e vestivano abiti moreschi. Nonostante la loro pubblica conversione, essi erano tenuti in sospetto dai cattolici spagnoli, poiché li consideravano insinceri ed in segreto ancora fedeli all'Islam.

### La minaccia ottomana
Verso la metà del XVI secolo l'Impero ottomano emerse come potenza musulmana dominante nel Bacino del Mediterraneo. Si verificavano scontri sempre più frequenti fra quest'ultimo e la Spagna. Il re Filippo II temeva che i Moriscos dell'ex regno di Granada potessero appoggiare un'invasione turca della Spagna. La corte ottomana progettò un intervento armato a sostegno dei Moriscos ma il sultano Selim II fu persuaso ad occuparsi invece della conquista dell'isola di Cipro, a causa della sua posizione strategica per la supremazia navale nel Mediterraneo.

### La reazione spagnola
Nel 1567 Filippo II emise un decreto che poneva termine alla tolleranza della cultura moresca. Egli bandì l'uso delle lingue araba e berbera, proibì gli abiti moreschi, pretese l'adozione di nomi cristiani, ordinò la distruzione di tutti i testi e documenti scritti in lingua araba e impose ai Moriscos l'obbligo di far educare i loro figli esclusivamente da preti cattolici.
Non si sa se tali provvedimenti fossero stati presi per provocare i Moriscos, spingendoli alla rivolta, e quindi avere l'occasione per eliminarli od espellerli, o semplicemente per assicurarsene la lealtà con la loro completa assimilazione.

## La rivolta
Il nuovo, duro atteggiamento di Filippo II accese la ribellione armata nell'ex regno di Granada. La rivolta fu progettata da Ferag ben Ferag, discendente dalla casa reale di Granada, e da Diego Lopez Ben Abu. Essi valutarono accuratamente i sentimenti della popolazione dell'Alpujarra, ove potevano essere perpetrati i migliori agguati alle truppe spagnole, sollecitò l'aiuto dei sultani del Nordafrica e persuase i fuorilegge locali ad abbracciare la causa dei ribelli.
Alla vigilia del Natale del 1568 Monfi (erano così chiamati i briganti di strada e razziatori delle montagne intorno a Granada) e Moriscos di Granada, gli Alpujarras, si riunirono in segreto nella valle di Lecrin. Essi ripudiarono il cristianesimo e proclamarono Abén Humeya (nato Fernando de Valor) loro comandante ed erede del Califfato di Cordova. Abén Humeya venne assassinato nel 1569 e fu sostituito da Aben Aboo. I comandanti spagnoli incaricati, il marchese di Mondéjar in Granada e il marchese di los Vélez in Murcia, fallirono presto sia nella tattica che nella strategia. La rivolta si diffuse e prese la forma di guerriglia, con il sostegno economico e militare dell'Algeria e del Marocco e con l'intervento di mercenari berberi e turchi.
Nell'aprile del 1569 Filippo II affidò il compito di sedare la rivolta al proprio fratellastro don Giovanni d'Austria, cui affiancò come comandante-consulente il suo precettore Luis Quijada, con un nutrito esercito di truppe spagnole ed italiane. Don Giovanni riunì le proprie forze a Granada con molta cura. Il luogotenente di don Giovanni, Requesens e l'ammiraglio Álvaro de Bazán, marchese di Santa Cruz, pattugliavano le coste con le loro galere per impedire l'arrivo ai ribelli di aiuti in materiali e di rinforzi in soldati dal Nordafrica. A dicembre don Giovanni attaccò a sorpresa nel territorio di Granada con un esercito in forze e ben addestrato. Dapprima liberò i dintorni della città dai ribelli, quindi marciò verso est attraverso Guadix, dove fu raggiunto da un contingente di veterani provenienti dall'Italia, che portò a 12.000 uomini la consistenza del suo esercito. A fine gennaio 1570 egli attaccò i ribelli nella loro fortezza di Galera, che fu conquistata dopo un lungo e sanguinoso assedio. Caduta la città, don Giovanni prese la popolazione sopravvissuta, la tradusse in schiavitù e quindi rase al suolo la città, cospargendone il suolo di sale.
Nel prosieguo della guerra egli fu colpito di striscio da una pallottola che rimbalzò sul suo elmetto, ma il consigliere Quijada venne ferito mortalmente. L'esempio di Galera e la determinazione di don Giovanni nel proseguire la campagna militare, convinsero i villaggi abitati da Moriscos ad arrendersi. Nel 1570, nonostante che le forze ribelli fossero aumentate da 4.000 uomini nel 1569 a 25.000, compresi i mercenari berberi e quelli turchi, la rivolta cominciò a scemare ed all'azione militare del fratellastro di Filippo II si aggiunsero i continui dissidi fra i capi della rivolta, che si uccidevano l'uno con l'altro, come era successo con Abén Humeya e come avvenne per colui che ne aveva preso il posto, Aben Aboo, che fu ucciso dal cugino El Seniz in una grotta a Bérchules, dopo un ultimo agguato teso alle truppe spagnole. Nel 1571 la rivolta era totalmente domata.

## Conseguenze
Dopo che la rivolta fu domata, Filippo II ordinò la dispersione di 80.000 moriscos di Granada in altre zone della Spagna. Egli si aspettava che ciò avrebbe frammentato la comunità dei moriscos ed accelerato il processo della loro assimilazione nel popolo cristiano. Comunque i moriscos di Granada, dispersi nel regno di Castiglia, specialmente in Andalusia ed Estremadura, ebbero effettivamente qualche influenza su quelli del luogo, che fino ad allora erano stati meglio assimilati.